# Dryopsophus serratus
Espèce
Synonymes
- Hyla serrata Andersson, 1916
- Litoria serrata (Andersson, 1916)

Dryopsophus serratus est une espèce d'amphibiens de la famille des Pelodryadidae.

## Répartition
Cette espèce est endémique du nord-est du Queensland en Australie. Elle se rencontre entre Paluma et Big Tableland.

## Description
Les mâles mesurent de 37 à 54 mm et les femelles de 58 à 80 mm.

## Publication originale
- Andersson, 1916 : Results of Dr. E. Mjöbergs Swedish scientific expeditions to Australia 1910-1913. 9. Batrachians from Queensland. Kongliga Svenska Vetenskaps-Akademiens Handlingar, vol. 52, p. 1-20 (texte intégral).